# Herzensbrecher – Vater von vier Söhnen/Episodenliste
Diese Episodenliste enthält alle Episoden der deutschen Familienserie Herzensbrecher – Vater von vier Söhnen, sortiert nach der deutschen Erstausstrahlung. Die Fernsehserie umfasst vier Staffeln mit 46 Episoden.

## Übersicht
| Staffel | Episodenanzahl | Deutschsprachige Erstausstrahlung | Deutschsprachige Erstausstrahlung |
| Staffel | Episodenanzahl | Staffelpremiere                   | Staffelfinale                     |
| ------- | -------------- | --------------------------------- | --------------------------------- |
| 1       | 10             | 2. November 2013                  | 3. Januar 2014                    |
| 2       | 12             | 4. Oktober 2014                   | 20. Dezember 2014                 |
| 3       | 12             | 3. Oktober 2015                   | 2. Januar 2016                    |
| 4       | 12             | 1. Oktober 2016                   | 17. Dezember 2016                 |

## Staffel 1
Die erste Folge der ersten Staffel war erstmals am 2. November 2013 auf dem Sender ZDF zu sehen. Die Erstausstrahlung der restlichen neun Folgen der ersten Staffel fand zwischen dem 8. November 2013 und dem 3. Januar 2014 auf dem deutschen Sender ZDFneo statt.
| Nr. (ges.) | Nr. (St.) | Originaltitel       | Erstausstrahlung D | Regie            | Drehbuch                        |
| ---------- | --------- | ------------------- | ------------------ | ---------------- | ------------------------------- |
| 1          | 1         | Kirchenasyl         | 2. Nov. 2013       | Christian Theede | Christian Pfannenschmidt        |
| 2          | 2         | Der verlorene Sohn  | 8. Nov. 2013       | Christian Theede | Christian Pfannenschmidt        |
| 3          | 3         | Wunder              | 15. Nov. 2013      | Imogen Kimmel    | Christian Pfannenschmidt        |
| 4          | 4         | Love-Storys         | 22. Nov. 2013      | Imogen Kimmel    | Christian Pfannenschmidt        |
| 5          | 5         | Schwerer Verlust    | 29. Nov. 2013      | Michael Kreindl  | Christian Pfannenschmidt        |
| 6          | 6         | Beichtgeheimnis     | 6. Dez. 2013       | Michael Kreindl  | Michael Gantenberg              |
| 7          | 7         | Der Taufschein      | 13. Dez. 2013      | Sabine Bernardi  | Scarlett Kleint, Michael Illner |
| 8          | 8         | Ein Quäntchen Trost | 20. Dez. 2013      | Sabine Bernardi  | Michael Gantenberg              |
| 9          | 9         | Gott ist tot        | 28. Dez. 2013      | Nina Wolfrum     | Christian Pfannenschmidt        |
| 10         | 10        | Vatergefühle        | 3. Jan. 2014       | Nina Wolfrum     | Christian Pfannenschmidt        |

## Staffel 2
Die Erstausstrahlung der zweiten Staffel war vom 4. Oktober bis zum 20. Dezember 2014 auf dem deutschen Sender ZDF zu sehen.
| Nr. (ges.) | Nr. (St.) | Originaltitel         | Erstausstrahlung D | Regie           | Drehbuch                                     |
| ---------- | --------- | --------------------- | ------------------ | --------------- | -------------------------------------------- |
| 11         | 1         | Fahrerflucht          | 4. Okt. 2014       | Michael Kreindl | Christian Pfannenschmidt                     |
| 12         | 2         | Die letzte Reise      | 11. Okt. 2014      | Michael Kreindl | Christian Pfannenschmidt                     |
| 13         | 3         | Kommen und Gehen      | 18. Okt. 2014      | Michael Kreindl | Christian Pfannenschmidt, Michael Gantenberg |
| 14         | 4         | Ein richtiges Kind    | 25. Okt. 2014      | Sabine Bernardi | Michael Gantenberg                           |
| 15         | 5         | Soko Tabarius         | 1. Nov. 2014       | Sabine Bernardi | Christian Pfannenschmidt                     |
| 16         | 6         | Constanzes Geheimnis  | 8. Nov. 2014       | Sabine Bernardi | Christian Pfannenschmidt                     |
| 17         | 7         | Versteckte Wahrheiten | 15. Nov. 2014      | Enno Reese      | Christian Pfannenschmidt                     |
| 18         | 8         | Männerherzen          | 22. Nov. 2014      | Enno Reese      | Christian Pfannenschmidt                     |
| 19         | 9         | Schlechte Nachrichten | 29. Nov. 2014      | Nina Wolfrum    | Christian Pfannenschmidt                     |
| 20         | 10        | Lost & Found          | 6. Dez. 2014       | Nina Wolfrum    | Christian Pfannenschmidt                     |
| 21         | 11        | Schmutzige Wäsche     | 13. Dez. 2014      | Peter Stauch    | Christian Pfannenschmidt                     |
| 22         | 12        | Auge um Auge          | 20. Dez. 2014      | Peter Stauch    | Christian Pfannenschmidt                     |

## Staffel 3
Die Erstausstrahlung der dritten Staffel war vom 3. Oktober 2015 bis zum 2. Januar 2016 auf dem deutschen Sender ZDF zu sehen.
| Nr. (ges.) | Nr. (St.) | Originaltitel              | Erstausstrahlung D | Regie                | Drehbuch                      |
| ---------- | --------- | -------------------------- | ------------------ | -------------------- | ----------------------------- |
| 23         | 1         | Herzlich Willkommen!       | 3. Okt. 2015       | Sabine Bernardi      | Christian Pfannenschmidt      |
| 24         | 2         | Zivilcourage               | 10. Okt. 2015      | Sabine Bernardi      | Christian Pfannenschmidt      |
| 25         | 3         | Entführt                   | 17. Okt. 2015      | Heinz Dietz          | Christian Pfannenschmidt      |
| 26         | 4         | Das Kreuz mit der Wahrheit | 24. Okt. 2015      | Heinz Dietz          | Olaf Kraemer & Bodo Grossmann |
| 27         | 5         | Der Wohl-Täter             | 31. Okt. 2015      | Till Müller-Edenborn | Katja Töner                   |
| 28         | 6         | Schwarz zu Grau            | 7. Nov. 2015       | Till Müller-Edenborn | Klaus Rohne                   |
| 29         | 7         | Mit Dank zurück            | 21. Nov. 2015      | Till Müller-Edenborn | Johannes Lackner              |
| 30         | 8         | Such(t) nach Glück         | 28. Nov. 2015      | Oliver Muth          | Carmen Nascetti               |
| 31         | 9         | Spiel des Lebens           | 5. Dez. 2015       | Oliver Muth          | Claudia Leins                 |
| 32         | 10        | Die Anleitung              | 12. Dez. 2015      | Oliver Muth          | Christian Pfannenschmidt      |
| 33         | 11        | Ein Wink Gottes            | 19. Dez. 2015      | Jurij Neumann        | Christian Pfannenschmidt      |
| 34         | 12        | Glaube, Liebe, Hoffnung    | 2. Jan. 2016       | Jurij Neumann        | Christian Pfannenschmidt      |

## Staffel 4
Ende Dezember 2015 verlängerte das ZDF die Serie um eine vierte Staffel bestehend aus zwölf Folgen. Sie wurde vom 1. Oktober 2016 bis zum 17. Dezember 2016 erstmals ausgestrahlt.
| Nr. (ges.) | Nr. (St.) | Originaltitel         | Erstausstrahlung D | Regie         | Drehbuch                 |
| ---------- | --------- | --------------------- | ------------------ | ------------- | ------------------------ |
| 35         | 1         | Nicht schuldig        | 1. Okt. 2016       | Oliver Muth   | Christian Pfannenschmidt |
| 36         | 2         | Von Vätern und Söhnen | 8. Okt. 2016       | Oliver Muth   | Christian Pfannenschmidt |
| 37         | 3         | Mit Leib und Seele    | 15. Okt. 2016      | Oliver Muth   | Stefani Straka           |
| 38         | 4         | Mut zur Zukunft       | 22. Okt. 2016      | Jurij Neumann | Johannes Lackner         |
| 39         | 5         | Preis der Liebe       | 29. Okt. 2016      | Jurij Neumann | Klaus Rohne              |
| 40         | 6         | Tiefe Gräben          | 5. Nov. 2016       | Jurij Neumann | Christian Pfannenschmidt |
| 41         | 7         | Letzte Warnung        | 12. Nov. 2016      | Oliver Muth   | Carmen Nascetti          |
| 42         | 8         | Falsche Erwartungen   | 19. Nov. 2016      | Oliver Muth   | Stefani Straka           |
| 43         | 9         | Zerbrechliches Glück  | 26. Nov. 2016      | Oliver Muth   | Marina Mehlinger         |
| 44         | 10        | Falsches Spiel        | 3. Dez. 2016       | Jurij Neumann | Carmen Nascetti          |
| 45         | 11        | Alle gegen Einen      | 10. Dez. 2016      | Jurij Neumann | Stefani Straka           |
| 46         | 12        | Alles oder nichts     | 17. Dez. 2016      | Jurij Neumann | Stefani Straka           |